# Европейский звездочёт
Европейский звездочёт, или обыкновенный звездочёт, или морская коровка (лат. Uranoscopus scaber) — вид лучепёрых рыб из семейства звездочётовых (Uranoscopidae).

## Описание
Тело веретенообразное. Максимальная длина тела 40 см, обычно до 22 см. Европейский звездочёт получил своё название от глаз, расположенных наверху и сближенных между собой, которые постоянно как бы возведены к небу.
Обладает ядовитыми шипами над грудными плавниками позади жаберных крышек, представляют опасность для купальщиков.

## Ареал и места обитания
Распространены в восточной части Атлантического океана, включая Средиземное море. Обитают на илистом или песчаном дне, иногда зарываясь в него по самые глаза. Охотится на мелких рыб, крабов, моллюсков, червей, неподвижно подстерегая добычу, отважившуюся приблизиться к ней.

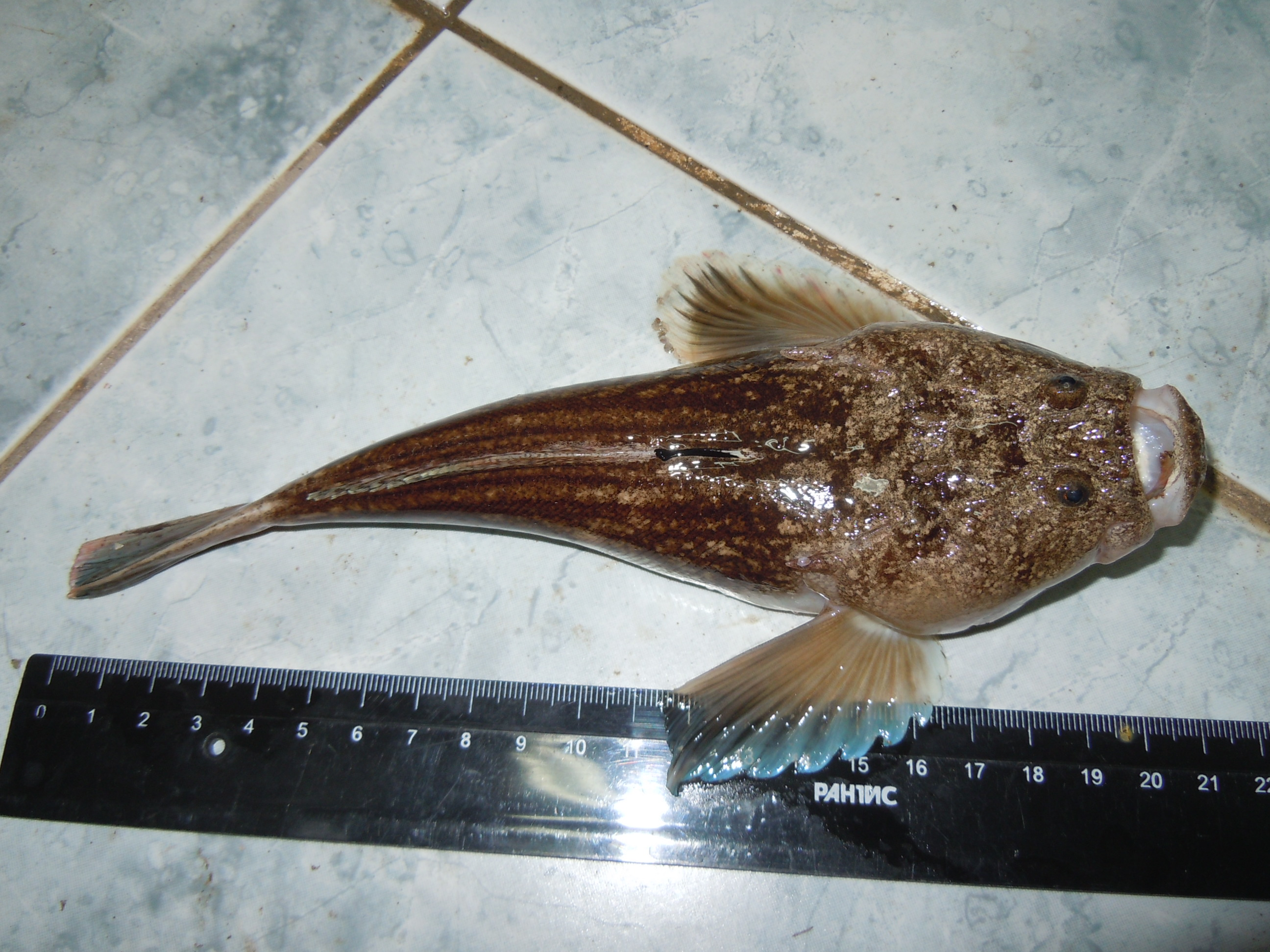
Европейский звездочёт из Чёрного моря в районе Кавказского побережья